# Zappolino
Zappolino is een plaats (frazione) in de Italiaanse gemeente Valsamoggia, meer specifiek in de municipio Castello di Serravalle van deze gemeente.